# 保瑞 (清朝宗室)
保瑞（1791年—1836年），正蓝旗宗室，是和硕豫慤亲王德昭玄孙。
嘉慶十八年八月中式癸丑年科文举人，二十二年三月中式丁丑科文進士，五月授翰林院庶吉士，四年閏四月授候補主事，二十五五年正月補礼部主事。
道光六年五月授中允，七年九月授司业，十一年六月授詹事府右庶子，十三年正月授侍讀學士，七月降主事，十四年十月補刑部主事。
嫡妻周佳氏常俊之女，继妻瓜爾佳氏三等侍衛兴齡之女，三娶妻張佳氏張福之女。